# Walter Rogowski

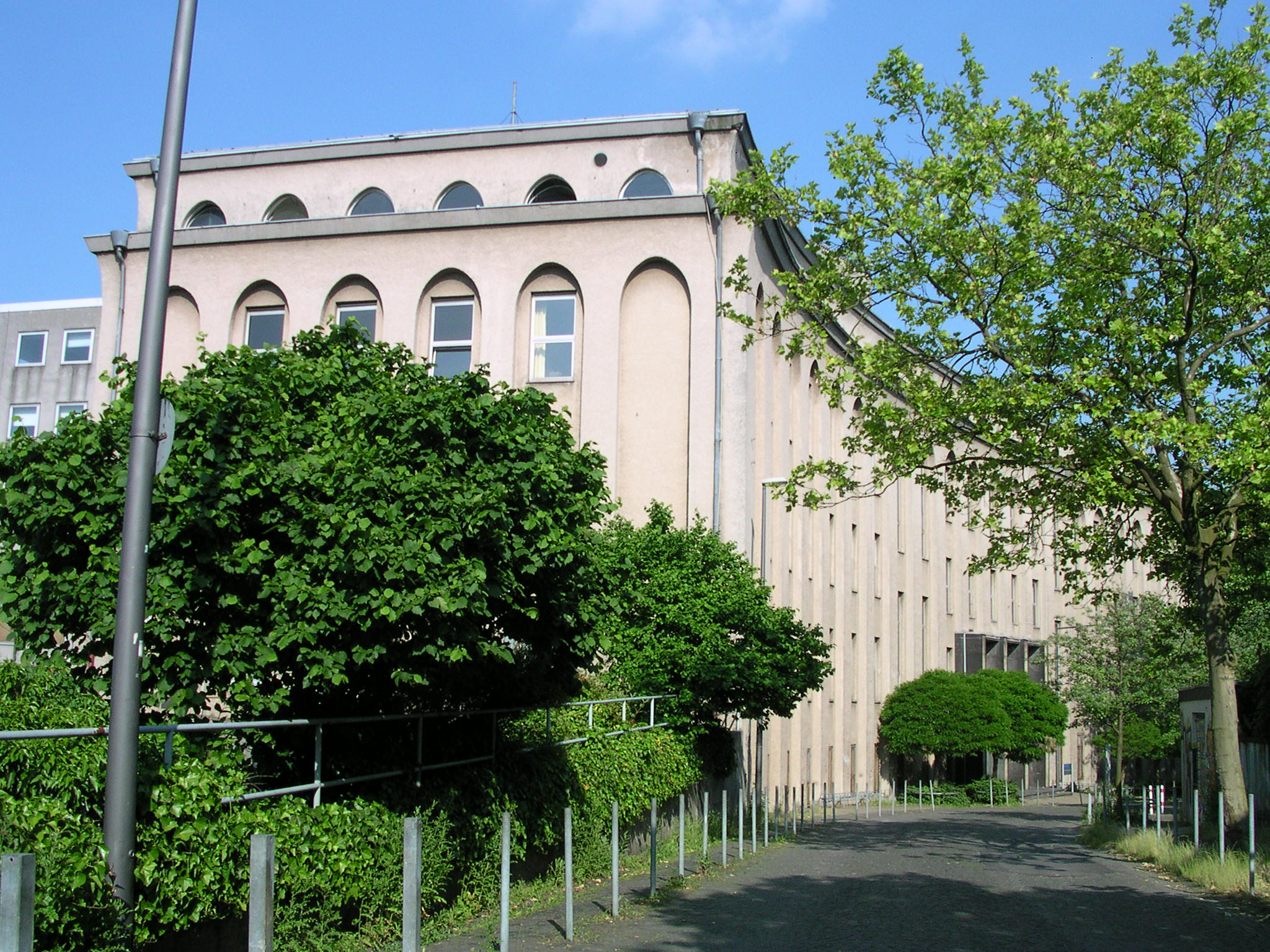
Instituto Rogowski de la Universidad Técnica de Aquisgrán

Walter Rogowski (7 de mayo de 1881 – 10 de marzo de 1947) fue un físico alemán que conectó la física teórica y la tecnología aplicada en numerosas áreas de la electrónica. La bobina de Rogowski lleva su nombre.
En 1900, Rogowski comenzó sus estudios en la Universidad Técnica de Aquisgrán, con Arnold Sommerfeld, quien ocupaba la cátedra de Mecánica Aplicada. Obtuvo su título en 1902 y pasó a estudiar en el Instituto de Tecnología de Danzig (ahora Universidad Tecnológica de Gdansk ), donde también fue asistente científico. Completó sus estudios en Danzig en 1904, pero permaneció allí hasta 1908, cuando pasó a ser asistente científico en el PTB (Instituto Federal Físico-Técnico) de Berlín, especializándose en tecnología de alta tensión, tecnología de telecomunicaciones y física eléctrica .
Después de la Primera Guerra Mundial, en 1920, Rogowski regresó a Aquisgrán y se convirtió en profesor de electrotecnología teórica y director del Instituto de Electrotecnología. En aquel momento el instituto estaba ubicado en un edificio de una industria minera. Rogowski, junto con su asistente principal Eugen Flegler, comenzaron a elaborar un plan para tener su propio edificio. El proyecto de ley realizado por la Universidad fue presentado al Ministerio de Educación en 1923. Sin embargo, el plan no se concretó hasta 1925, con la inauguración del generoso edificio del instituto, el 27 de octubre de 1929. El plan original proponía albergar en el edificio toda la sección de ingeniería eléctrica. Sin embargo, durante la fase de construcción, se decidió que el edificio albergaría únicamente al Instituto Rogowski. El objetivo principal de este instituto era cerrar la brecha entre la física y la electrotecnología. Los trabajos llevados a cabo en el instituto incluyeron electrotecnología general, electrotecnología teórica, tecnología de telecomunicaciones, ingeniería de alta frecuencia, descargas eléctricas en gases y tecnología de alto voltaje .       
En 1927, el noruego Rolf Widerøe recibió su doctorado en ingeniería bajo la tutela de Rogowski. Widerøe trabajó principalmente en los entonces nuevos aceleradores de partículas de campo oscilante y construyó el primer acelerador de partículas lineal en la RWTH de Aquisgrán en 1928. Fue su artículo de 1927 en Archiv für Elektrotechnik, que Ernest Lawrence leyó en 1929, el que le dio la idea de la aceleración de partículas por resonancia eléctrica de protones, dando lugar al ciclotrón .   
Ernst Sommerfeld, hijo de Arnold Sommerfeld, trabajó con Rogowski en su instituto. 
El instituto pasó a llamarse en honor a Rogowski y se convirtió en Rogowski-Institut der RWTH Aachen.   
1. ↑  Rogwoski – Primer Acelerador Lineal
2. ↑  «WiE-Ch03». www-library.desy.de. Consultado el 29 de enero de 2025.
3. ↑  Image – Instituto Rogowski, Aquisgrán
4. ↑  Rogowski – Aquisgrán, Ciudad y Universidad
5. ↑  Sommerfeld – Profesor de Física Teórica
6. ↑  Wideröe, R. (17 Dec 1928). «Über ein neues Prinzip zur Herstellung hoher Spannungen». Archiv für Elektrotechnik (en alemán) 21 (4): 387-406. doi:10.1007/BF01656341.
7. ↑  Herken, Greg (2002). Brotherhood of the Bomb: The Tangled Lives and Loyalties of Robert Oppenheimer, Ernest Lawrence, and Edward Teller. Holt. p. 4. ISBN 0-8050-6588-1.
8. ↑  Onmeda-Redaktion. «Rolf Wideröe» (en alemán). onmeda.de. Consultado el 25 de marzo de 2012.
9. ↑  Waloschek, Pedro (30 de junio de 1994). The Infancy of Particle Accelerators: Life and Work of Rolf Wideröe. Vieweg Verlag. ISBN 9783528065867.

- Datos: Q86488
- Multimedia: Walter Rogowski / Q86488